# Stora Flomyren
Stora Flomyren är en sjö i Norbergs kommun i Västmanland och ingår i Norrströms huvudavrinningsområde.